# Yamada Akiyoshi

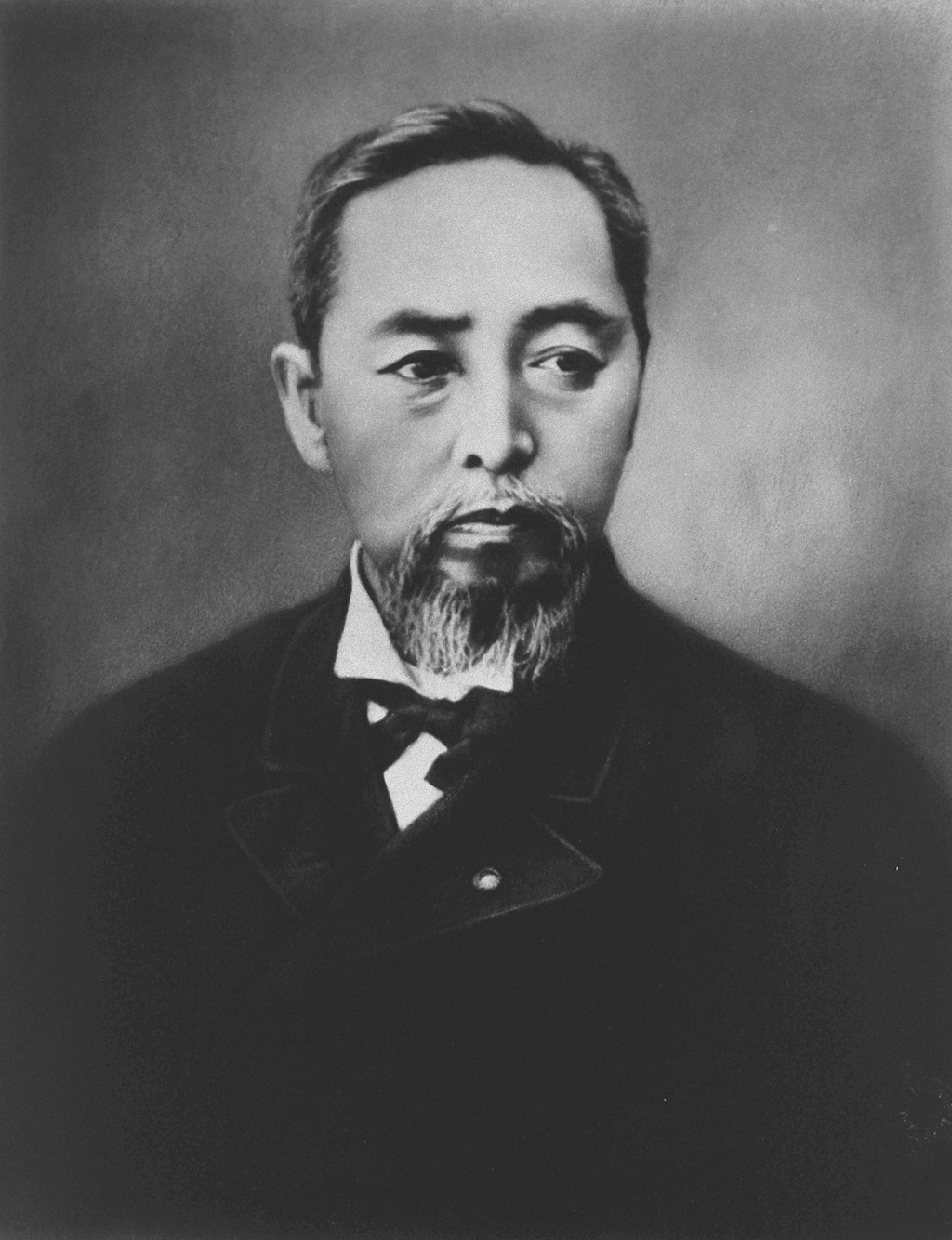
Yamada Akiyoshi (1892)

Yamada Akiyoshi (japanisch 山田顕義; * 17. November 1844 in Hagi; † 11. November 1892 in der Präfektur Hyōgo) war ein Generalleutnant der Kaiserlich Japanischen Armee und Politiker, der ein bedeutender politischer Führer der Meiji-Oligarchie und mehrmals Minister war. Am 7. Juli 1884 wurde er als Graf (Hakushaku) in den Erbadel (Kazoku) erhoben. In seiner Amtszeit als Justizminister kam es am 11. Mai 1891 zum sogenannten Ōtsu-Zwischenfall, ein am 11. Mai 1891 in Ōtsu fehlgeschlagenes Attentat auf Zarewitsch Nikolaus, den späteren Zaren Nikolaus II., während dessen Ostasienreise.

## Leben

### Militärische Laufbahn und Generalleutnant
Yamada Akiyoshi, Sohn eines Samurai aus dem Lehen Chōshū, besuchte zunächst die Han-Schule Meirinkan, wo er die Tradition des Schwertkampfes Yagyū Shinkage-ryū lernte, sowie im Juni 1857 die von Yoshida Shōin geleitete renommierte Privatschule Shōka Sonjuku. Im Herbst 1862 schloss er sich dem Mōri-Klan unter Mōri Motonori an sowie der Sonnō jōi-Bewegung an, die unter dem Schlagwort „Verehrt den Kaiser, vertreibt die Barbaren“ Japan von ausländischen Einflüssen befreien wollte. Die Petition dazu unterzeichnete er mit seinem Blut. Nachdem die Chōshū-Kräfte von Unterstützern der Kōbu gattai-Bewegung, der sogenannten „Union des Kaiserlichen Hofes und des Shogunats“ aus Kyōto vertrieben wurden, ging er zusammen mit Sanjō Sanetomi ins Exil nach Dazaifu. Während dieser Zeit studierte er westliche Militärwissenschaften bei Ōmura Masujirō und nahm als aktiver Krieger 1864 am Aufstand am Hamaguri-Tor, am Bombardement von Shimonoseki sowie zweiten Chōshū-Gefecht am 7. Juni 1866 teil. Im darauf folgenden Boshin-Krieg (27. Januar 1868 bis 27. Juni 1869) spielte er eine führende Rolle als Kommandeur einer 700 Krieger starken Gruppe unter dem Einfluss des Daimyō von Chōshū, Mōri Takachika bei der Schlacht von Toba-Fushimi (27. Januar bis 31. Januar 1868). Er war zudem Befehlshaber der Marineverbände der Satsuma-Chōshū-Allianz in der Bucht von Mutsu. 
Zum Ende des Boshin-Krieges wurde Yamada Akiyoshi im Juni 1869 zum Leitenden Stabsoffizier im Kriegsministerium (Hyōbu-shō) ernannt. Nach seiner Beförderung zum Generalmajor nahm er ab dem 22. Oktober 1871 an der von Iwakura Tomomi geleiteten Iwakura-Mission in die USA sowie nach Europa teil, wo er San Francisco, Salt Lake City, Chicago und Washington, D.C. besuchte und auch die Philadelphia Naval Shipyard besichtigte, die Werft der United States Navy. Auf der Rückfahrt besichtigte er Paris, Berlin, die Niederlande, Belgien, Lausanne, Bulgarien und Russland. Er besuchte zudem die Weltausstellung 1873 in Wien, ehe er am 2. Juni 1873 nach Japan zurückkehrte. Im Anschluss wurde er zum Außerordentlichen Gesandten und Bevollmächtigten Minister im Kaiserreich China ernannt und nahm an der Niederschlagung der Saga-Rebellion (16. Februar bis 9. April 1874) teil. Am 5. Juli 1874 wurde er zum Justizrat des Großen Staatsrates (Daijō-kan) ernannt und bekleidete dieses Amt bis zum 10. September 1879. Für seine Verdienste wurde ihm 1875 der Orden der Aufgehenden Sonne Zweiter Klasse (Kyokujitsu daijushō) verliehen und nahm auch an der Niederschlagung der Satsuma-Rebellion (29. Januar bis 24. September 1877) teil. Im November 1878 wurde er zum Generalleutnant (rikugun-chūshō) befördert.

### Minister

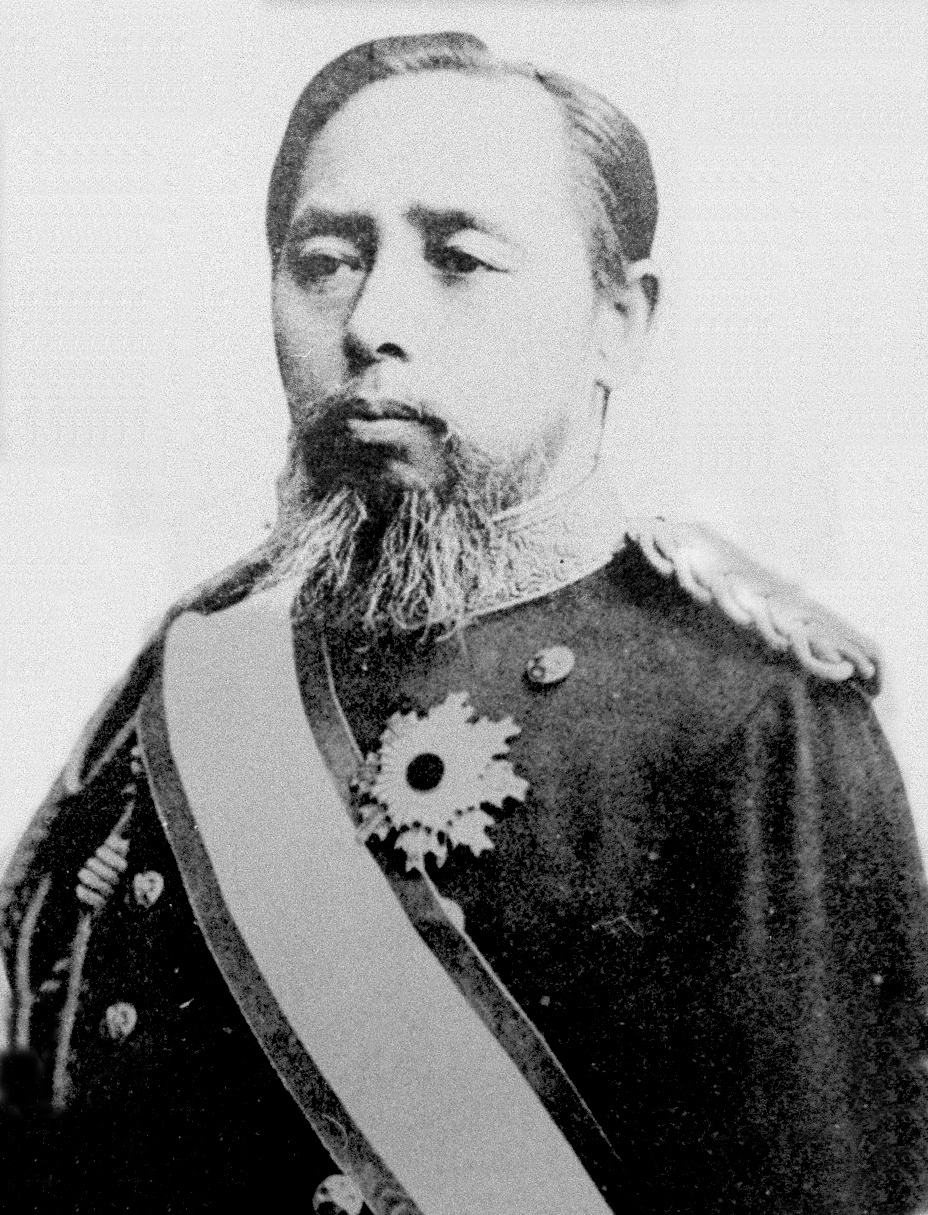
Generalleutnant Yamada Akiyoshi

Am 10. September 1879 wurde Yamada Akiyoshi als Nachfolger von Inoue Kaoru Minister für öffentliche Arbeiten (Kōbu-kyō) und bekleidete dieses Amt bis zum 28. Februar 1880, woraufhin Yamao Yōzō seine Nachfolge antrat. Am 21. Oktober 1881 übernahm er von Matsukata Masayoshi das Amt als Lordkanzler (Naimu-kyō) und hatte dieses bis zu seiner Ablösung durch Yamagata Aritomo am 12. Dezember 1883 inne. Im November 1882 gründete er das Forschungsinstitut für die Japanischen Klassiker (Kōten Kōkyūjo). Am 12. Dezember 1883 löste er Ōki Takatō als Justizminister (Shihōshō) ab und hatte dieses bis zur Einführung der Kabinettsregierungen am 22. Dezember 1885 inne. Am 7. Juli 1884 wurde er als Graf (Hakushaku) in den Erbadel (Kazoku) erhoben.
Nach der Einführung der Kabinettsregierungen wurde Yamada Akiyoshi Justizminister (Hōmu Daijin) im Kabinett Itō I (22. Dezember 1885 bis 30. April 1888) und bekleidete dieses Amt auch im Kabinett Kuroda (30. April 1888 bis zum 24. Dezember 1889), im Kabinett Yamagata I (24. Dezember 1889 bis 6. Mai 1891) sowie im Kabinett Matsukata I (6. Mai 1891 bis zum 1. Juni 1891). Im Oktober 1889 gründete er die Nihon-Rechtsschule (Nihon hōritsu gakkō). Nach der Einführung des parlamentarischen Systems wurde er 1890 Mitglied des Herrenhauses (Kizokuin), dem er bis zu seinem Tode angehörte. In seiner Amtszeit als Justizminister kam es am 11. Mai 1891 zum sogenannten Ōtsu-Zwischenfall, ein am 11. Mai 1891 in Ōtsu fehlgeschlagenes Attentat auf Zarewitsch Nikolaus, den späteren Zaren Nikolaus II., während dessen Ostasienreise. Dabei drohte er mit der Ausrufung des Kriegsrechts, das Vorrang gegenüber dem Zivilrecht gehabt hätte. Entgegen den Befürchtungen vieler Regierungsmitglieder führte der Ōtsu-Zwischenfall nicht zum Krieg mit Russland. Allerdings wurde er daraufhin als Justizminister am 1. Juni 1891 von Tanaka Fujimarō abgelöst. Am 28. Januar 1892 wurde er zum Mitglied des Geheimen Kronrates (Sūmitsu-in) berufen, dem er ebenfalls bis zu seinem Tode während einer Inspektionsreise zum Silberbergwerk von Ikuno in der Präfektur Hyōgo am 11. November 1892 angehörte. Ihm wurde daraufhin posthum der Orden der Paulownienblüte verliehen, die höchste Stufe des Orden der Aufgehenden Sonne.